# Lista de aeroportos do México
Esta é uma lista de aeroportos do México, classificados por cidade:
| Localidade          | Entidade federativa | ICAO | IATA | Nome do aeroporto                                                                             |
| Acapulco            | Guerrero            | MMAA | ACA  | Aeroporto Internacional de Acapulco                                                           |
| Aguascalientes      | Aguascalientes      | MMAS | AGU  | Aeroporto Internacional Lic. Jesús Terán Peredo                                               |
| Campeche            | Campeche            | MMCP | CPE  | Aeroporto Internacional Ing. Alberto Acuña Ongay                                              |
| Cancún              | Quintana Roo        | MMUN | CUN  | Aeroporto Internacional de Cancún                                                             |
| Celaya              | Guanajuato          |      | CYW  | Aeroporto Captain Rogelio Castillo                                                            |
| Chetumal            | Quintana Roo        | MMCM | CTM  | Aeroporto Internacional de Chetumal                                                           |
| Chihuahua           | Chihuahua           | MMCU | CUU  | Aeroporto Internacional General Roberto Fierro Villalobos                                     |
| Venustiano Carranza | Cidade do México    | MMMX | MEX  | Aeroporto Internacional da Cidade do México (Aeroporto Internacional Benito Juárez)           |
| Ciudad del Carmen   | Campeche            | MMCE | CME  | Aeroporto Internacional de Ciudad del Carmen                                                  |
| Ciudad Juárez       | Chihuahua           | MMCS | CJS  | Aeroporto Internacional Abraham González                                                      |
| Ciudad Obregón      | Sonora              | MMCN | CEN  | Aeroporto Internacional de Ciudad Obregón                                                     |
| Ciudad Victoria     | Tamaulipas          | MMCV | CVM  | Aeroporto Internacional General Pedro J. Méndez                                               |
| Colima              | Colima              | MMIA | CLQ  | Aeroporto Lic. Miguel de la Madrid                                                            |
| Cozumel             | Quintana Roo        | MMCZ | CZM  | Aeroporto Internacional de Cozumel                                                            |
| Cuernavaca          | Morelos             | MMCB | CVJ  | Aeroporto General Mariano Matamoros                                                           |
| Culiacán            | Sinaloa             | MMCL | CUL  | Aeroporto Internacional Federal de Bachigualato (Aeroporto Internacional Federal de Culiacán) |
| Durango             | Durango             | MMDO | DGO  | Aeroporto Internacional General Guadalupe Victoria                                            |
| Guadalajara         | Jalisco             | MMGL | GDL  | Aeroporto Internacional Don Miguel Hidalgo y Costilla                                         |
| Guaymas             | Sonora              | MMGM | GYM  | Aeroporto Internacional General José María Yáñez                                              |
| Guerrero Negro      | Baja California Sur | MMGR | GUB  | Aeroporto de Guerrero Negro                                                                   |
| Hermosillo          | Sonora              | MMHO | HMO  | Aeroporto Internacional General Ignacio Pesqueira Garcia                                      |
| Huatulco            | Oaxaca              | MMBT | HUX  | Aeroporto Internacional Bahías de Huatulco                                                    |
| Ixtapa-Zihuatanejo  | Guerrero            | MMZH | ZIH  | Aeroporto Internacional de Ixtapa-Zihuatanejo                                                 |
| La Paz              | Baja California Sur | MMLP | LAP  | Aeroporto Internacional Manuel Márquez de León                                                |
| Lázaro Cárdenas     | Michoacán           | MMLC | LZC  | Aeroporto de Lázaro Cárdenas                                                                  |
| León                | Guanajuato          | MMLO | BJX  | Aeroporto Internacional Del Bajío                                                             |
| Loreto              | Baja California Sur | MMLT | LTO  | Aeroporto Internacional de Loreto                                                             |
| Los Cabos           | Baja California Sur | MMSD | SJD  | Aeroporto Internacional Los Cabos                                                             |
| Los Mochis          | Sinaloa             | MMLM | LMM  | Aeroporto Internacional Federal del Valle del Fuerte                                          |
| Manzanillo          | Colima              | MMZO | ZLO  | Aeroporto Internacional Playa de Oro                                                          |
| Matamoros           | Tamaulipas          | MMMA | MAM  | Aeroporto Internacional General Servando Canales                                              |
| Mazatlán            | Sinaloa             | MMMZ | MZT  | Aeroporto Internacional General Rafael Buelna                                                 |
| Mérida              | Yucatán             | MMMD | MID  | Aeroporto Internacional Manuel Crescencio Rejón                                               |
| Mexicali            | Baja California     | MMML | MXL  | Aeroporto Internacional General Rodolfo Sánchez Taboada                                       |
| Minatitlán          | Veracruz            | MMMT | MTT  | Aeroporto de Minatitlán/Coatzacoalcos                                                         |
| Monclova            | Coahuila            | MMMV | LOV  | Aeroporto Internacional Venustiano Carranza                                                   |
| Monterrei           | Nuevo León          | MMMY | MTY  | Aeroporto Internacional Mariano Escobedo                                                      |
| Morelia             | Michoacán           | MMMM | MLM  | Aeroporto Internacional General Francisco J. Mujica                                           |
| Nuevo Laredo        | Tamaulipas          | MMNL | NLD  | Aeroporto Internacional Quetzalcóatl                                                          |
| Nogales             | Sonora              | MMNG | NOG  | Aeroporto Internacioanl de Nogales                                                            |
| Oaxaca de Juárez    | Oaxaca              | MMOX | OAX  | Aeroporto Internacional Xoxocotlán                                                            |
| Piedras Negras      | Coahuila            | MMPG | PDS  | Aeroporto Internacional de Piedras Negras                                                     |
| Poza Rica           | Veracruz            | MMPA | PAZ  | Aeroporto El Tajín                                                                            |
| Puebla              | Puebla              | MMPB | PBC  | Aeroporto Internacional Hermanos Serdán                                                       |
| Puerto Escondido    | Oaxaca              | MMPS | PXM  | Aeroporto Internacional de Puerto Escondido                                                   |
| Puerto Vallarta     | Jalisco             | MMPR | PVR  | Aeroporto Internacional Lic. Gustavo Díaz Ordaz                                               |
| Querétaro           | Querétaro           | MMQT | QRO  | Aeroporto Internacional de Querétaro                                                          |
| Reynosa             | Tamaulipas          | MMRX | REX  | Aeroporto Internacional General Lucio Blanco                                                  |
| Salina Cruz         | Oaxaca              | MM57 | SCX  | Aeroporto de Salina Cruz                                                                      |
| Saltillo            | Coahuila            | MMIO | SLW  | Aeroporto Internacional Plan de Guadalupe                                                     |
| San Luis Potosí     | San Luis Potosí     | MMSP | SLP  | Aeroporto Internacional Ponciano Arriaga                                                      |
| Tampico             | Tamaulipas          | MMTM | TAM  | Aeroporto Internacional General Francisco Javier Mina                                         |
| Tapachula           | Chiapas             | MMTP | TAP  | Aeroporto Internacional de Tapachula                                                          |
| Tepic               | Nayarit             | MMEP | TPQ  | Aeroporto Amado Nervo                                                                         |
| Tijuana             | Baja California     | MMTJ | TIJ  | Aeroporto Internacional General Abelardo L. Rodríguez                                         |
| Toluca              | México              | MMTO | TLC  | Aeroporto Internacional Lic. Adolfo López Mateos                                              |
| Torreón             | Coahuila            | MMTC | TRC  | Aeroporto Internacional Francisco Sarabia (Aeroporto Internacional de Torreón)                |
| Tuxtla Gutiérrez    | Chiapas             | MMTG | TGZ  | Aeroporto Francisco Sarabia                                                                   |
| Uruapan             | Michoacán           | MMPN | UPN  | Aeroporto Internacional de Uruapan                                                            |
| Veracruz            | Veracruz            | MMVR | VER  | Aeroporto Internacional General Heriberto Jara                                                |
| Villahermosa        | Tabasco             | MMVA | VSA  | Aeroporto Internacional Carlos Rovirosa Pérez                                                 |
| Xalapa              | Veracruz            | MMJA | JAL  | Aeroporto El Lencero                                                                          |
| Zacatecas           | Zacatecas           | MMZC | ZCL  | Aeroporto Internacional General Leobardo C. Ruiz (Aeroporto La Calera)                        |